# Afrobeats

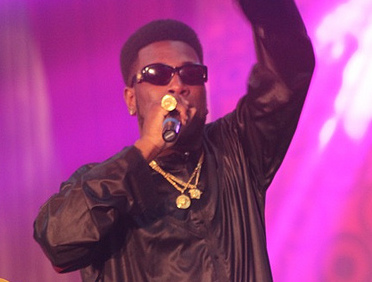
Burna Boy.

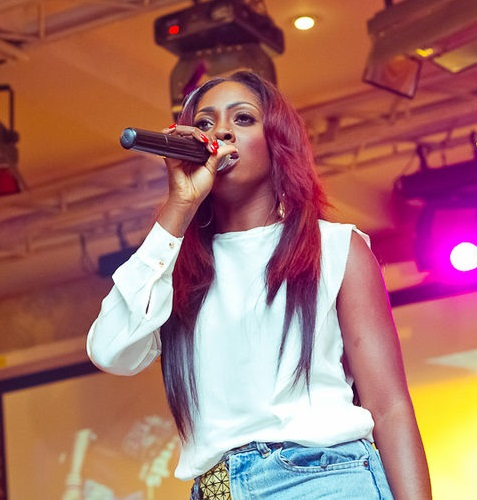
Tiwa Savage.

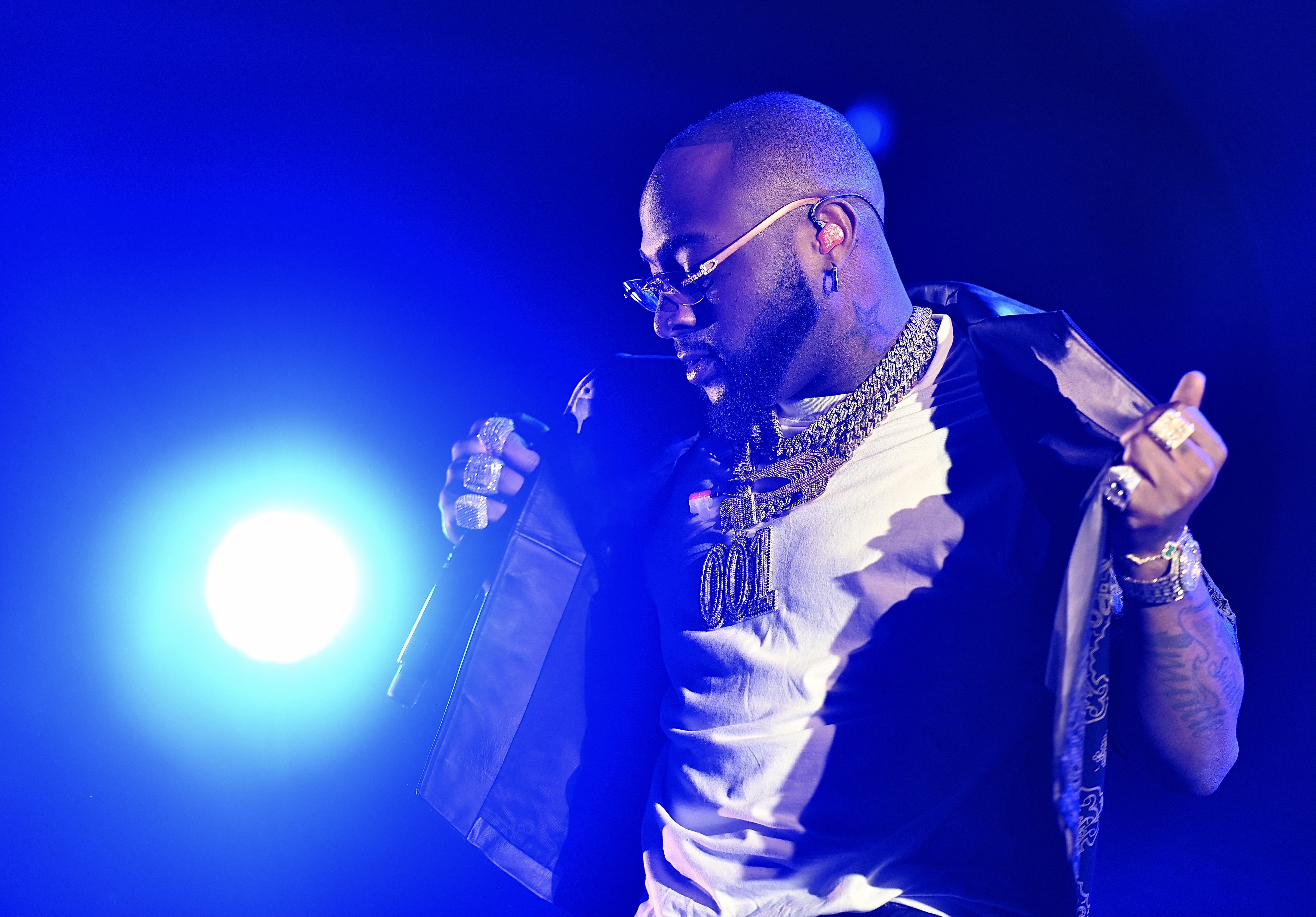
Davido.

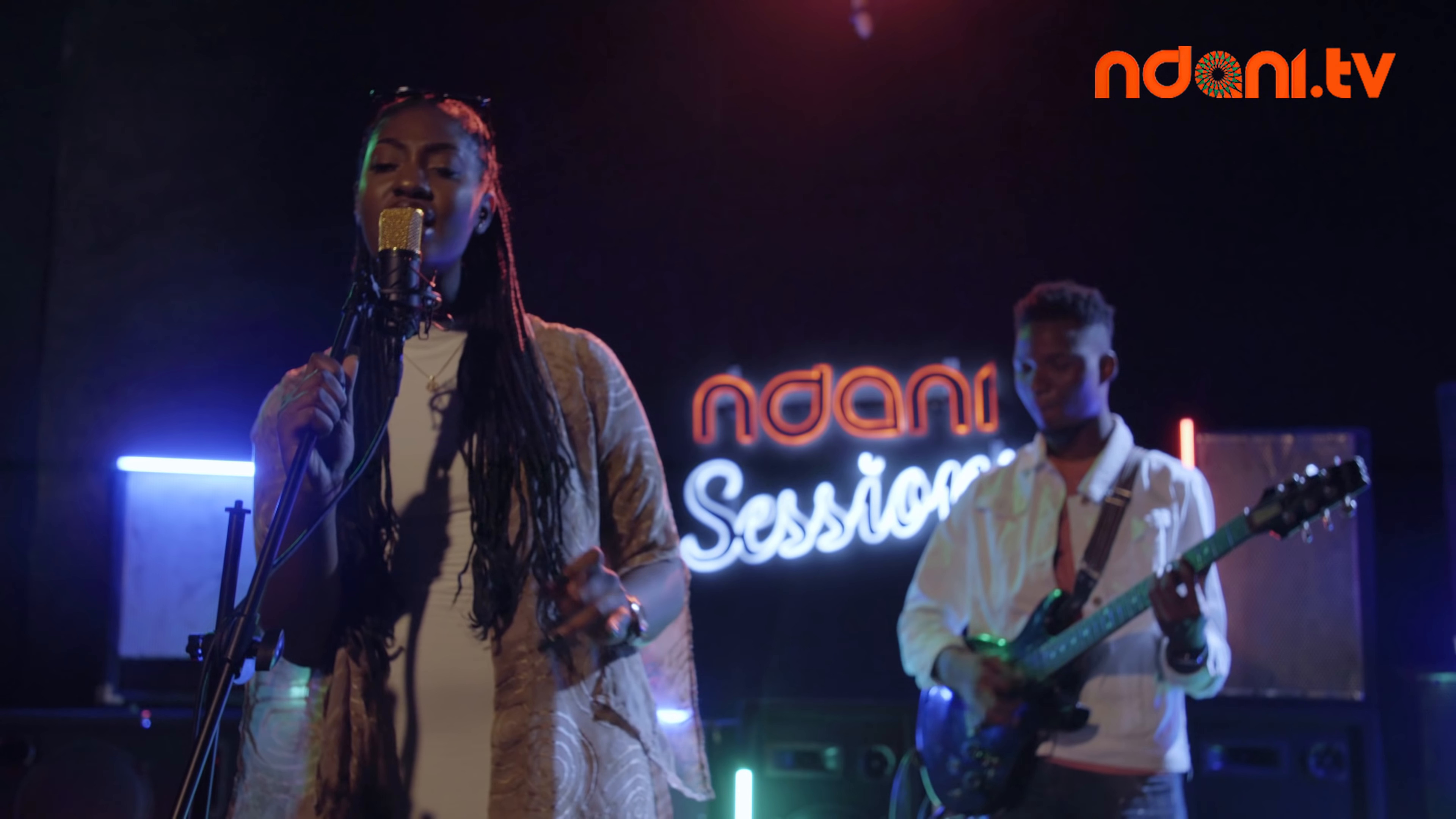
Tems.

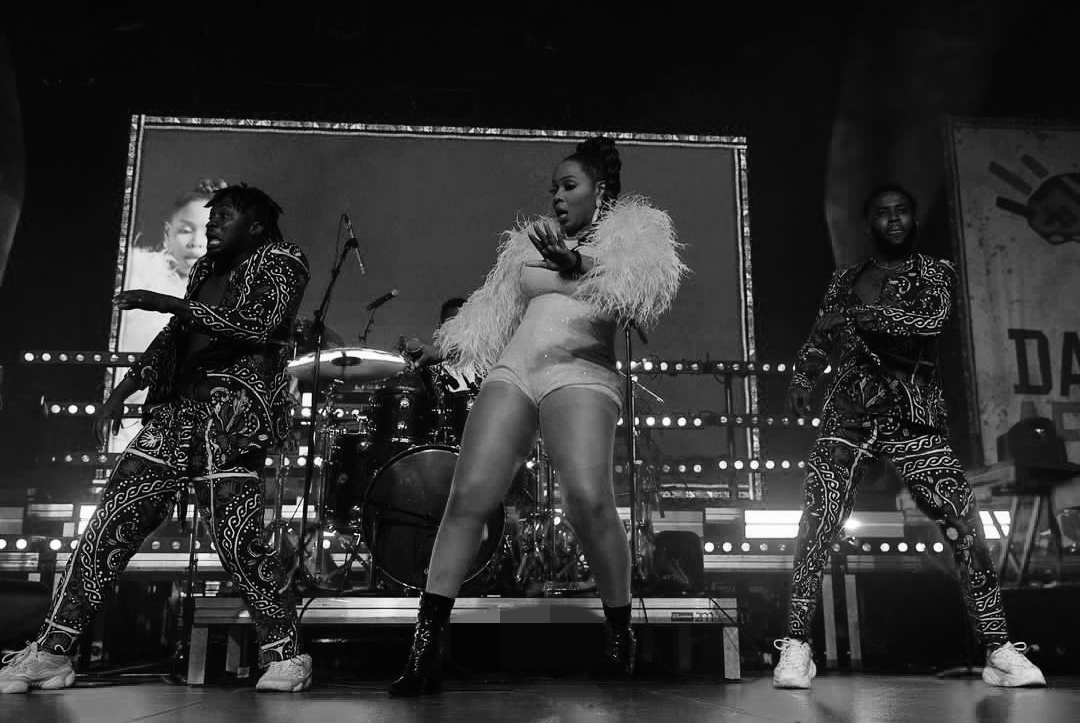
Yemi Alade.

Afrobeats is een West-Afrikaans muziekgenre, of ook wel een verzamelnaam voor diverse West-Afrikaanse muziekgenres. 
Afrobeats is een mix van hiphop, r&b en dance, reggae of dancehall, en diverse Nigeriaanse en Ghanese stijlen. Afrobeats is ontstaan rond begin jaren 2000 in Nigeria, Ghana en Londen. Het brak in de jaren 2010 en 2020 internationaal door dankzij het succes van artiesten als Burna Boy en Wizkid.
Afrobeats is een ander genre dan het Nigeriaanse afrobeat.

## Muziekstijl
Afrobeats is een mix van allerlei genres: Afro-Amerikaanse stijlen als hiphop, r&b en dance, diverse Nigeriaanse en Ghanese stijlen (highlife, hiplife, afrobeat, azonto, naija beats etc.), de Jamaicaanse stijlen reggae en dancehall, en soms ook andere Afrikaanse of Afro-Caribische stijlen.
De term afrobeats wordt ook gebruikt als verzamelnaam voor hedendaagse populaire West-Afrikaanse stijlen zoals de Nigeriaanse stijlen naija beats en alté en de Ghanese stijl azonto. Ook deze stijlen zijn (zoals hierboven beschreven) vaak een moderne mix van West-Afrikaanse en niet-West-Afrikaanse stijlen.
Daarnaast wordt de term gebruikt voor artiesten van buiten (West-)Afrika die muziek in dezelfde stijl maken, of zich er sterk door laten beïnvloeden.
Wat veel afrobeats gemeen heeft, is dat het toegankelijke, aanstekelijke en energieke pop- en dansmuziek is. De Volkskrant omschreef afrobeats als “volmaakt toegankelijke popmuziek met licht verteerbare dance- en hiphopbeats en de welbekende vervormde stemmetjes uit de auto-tune-software, […] met onder het oppervlak een onmiskenbaar Afrikaanse groove” en met een "optimistisch levensgevoel en een bijpassende vibe". 

### Ritme
Ritme speelt een belangrijke rol in afrobeats. Typisch Afrikaanse elementen komen hierin terug, zoals polyritmiek en gesyncopeerde ritmes.

### Taal
In afrobeats wordt gezongen en gerapt in zowel Engels als West-Afrikaanse talen (pidgin Engels,Yoruba, Akan, Igbo, Twi). In songs met sterke Jamaicaanse (reggae of dancehall) invloeden, wordt soms gekozen voor Jamaicaans Patois.

### Dans
Ook dans is een belangrijk onderdeel van afrobeats. Veel afrobeats-songs worden vergezeld door video's met een eigen, herkenbare dans. Soms zijn dit traditionele dansen, soms nieuwe en moderne dansen. Freestyle en improvisatie zijn belangrijke elementen binnen afrobeats-dans. Bekende afrobeats dansen zijn onder andere de Ghanese azonto (bekend van Sarkodie en Fuse ODG), Shaku Shaku (bekend van onder andere Wizkid), Skelewu van Davido, de van Lil Kesh bekende Nigeriaanse dans Shoki, en de dans Alkayida van hiplife rapper Guru.

## Naamgeving
De naam afrobeats is volgens sommigen afgeleid van het Nigeriaanse genre afrobeat, dat internationaal bekend werd door het succes van Fela Kuti. Volgens hen is afrobeats sterk beïnvloed door afrobeats, of zelfs een evolutie van afrobeat.
Anderen betwijfelen dit, en stellen dat de naam vermoedelijk simpelweg een samentrekking is van 'afro' en 'beats', gebruikt door dj's die diverse soorten Afrikaanse muziek in hun show of set combineerden.
Het is niet precies duidelijk sinds wanneer de naam afrobeats wordt gebruikt. De naam afrobeats wordt soms toegeschreven aan de Britse dj Abrantee (Abrantee Boateng), sinds 2011 presentator van The Afrobeats Show op de Britse radiozender Choice FM. Boateng zag afrobeats als een geschikte verzamelnaam voor genres als nigerbeats, hiplife, highlife en jùjú. Boateng zei er later over dat hij de term niet zelf bedacht had, en dat de term al gebruikt werd door diverse artiesten die in zijn show aan bod kwamen.
De term afrobeats krijgt van verschillende kanten kritiek. Één kritiekpunt is dat de naam doet denken aan afrobeat, terwijl veel afrobeats-muziek nauwelijks lijkt op de oorspronkelijke afrobeat. Ook heeft afrobeat een sterke politeke kant die bij afrobeats vaak ontbreekt. Een tweede kritiekpunt is dat de term allerlei verschillende stijlen uit (West-)Afrika op één hoop gooit. Burna Boy zei hierover: "Het is bijna alsof je hiphop, r&b en dancehall samenvoegt tot één ding en het 'Ameribeats' noemt".
Seun Kuti en Yeni Kuti, beide artiesten en kinderen van Fela Kuti, namen afstand van de term en pleitten voor alternatieven als 'afropop' of 'Nigeriaanse afropop'. Artiesten als Burna Boy en Amaarae geven de voorkeur aan afro-fusion. Anderen pleitten ervoor om waar mogelijk specifiekere benamingen te gebruiken, zoals Ghanese pop, naija beats, hiplife enzovoorts.

## Geschiedenis
Afrobeats ontstond rond begin 21e eeuw in Lagos, Nigeria, Accra, Ghana, en de Ghanese en Nigeriaanse gemeenschappen in Londen. Beschrijvingen van het ontstaan van afrobeats beginnen meestal rond de jaren 1990. Christian Adofo gaat in zijn boek A quick ting on afrobeats verder terug en beschrijft ook de invloed van eerdere generaties migranten.

### West-Afrikaanse muziek en nieuwe stijlen in de diaspora
Populaire stijlen in Nigeria en Ghana in de 20e eeuw waren onder andere highlife, afrobeat, reggae en gospel.
Vanaf de jaren 1960 migreerden veel Ghanezen en Nigerianen naar landen als het Verenigd Koninkrijk, de Verenigde Staten, Duitsland en Canada. Ze kwamen zo in aanraking met elektronische muziek, synthesizers, drumcomputers en andere nieuwe invloeden. Dit leidde tot nieuwe stijlen zoals Burger Highlife (ontstaan in Hamburg in de jaren 1980, een combinatie van highlife, disco en funk). Een ander nieuw genre was UK Funky (ontstaan in Londen in de jaren 2000, een mix van stijlen als house, drum-'n-bass, UK garage en grime met Afrikaanse en Afro-Caribische invloeden).
Sommige migranten namen deze nieuwe invloeden mee terug naar West-Afrika, bijvoorbeeld tijdens jaarlijkse homecoming-feesten.

### De opkomst van hiphop
In de loop van de jaren 1990 werd hiphop populair in Nigeria en Ghana. In Ghana ontstond de muziekstroming hiplife, een mix van highlife, hiphop en dancehall, waarbij vaak in lokale talen werd gerapt. In Nigeria werd hiphop populair vanaf tweede helft jaren 1990. De eerste generatie van hiphopartiesten richtten zich sterk op hun Amerikaanse voorbeelden. Eind jaren 1990 was hiphopgroep The Remedies succesvol met Nigeriaanse hiphop in lokale talen. Dit voorbeeld werd gevolgd door Trybesmen, Plantashun Boyz, Ruggedman en Daddy Showkey, die hiphop combineerde met reggae, soca, highlife en Nigeriaanse invloeden.

### Het ontstaan van afrobeats
In de jaren 2000 ontstonden nieuwe mengvormen van genres. 
Software maakte het makkelijker voor muziekproducenten en artiesten om muziekgenres te mixen. Ze hadden geen samples meer nodig, maar konden elementen van oude genres als highlife elektronisch nabootsen. In meerdere Afrikaanse landen ontstond de trend om hiphop en dance te combineren met lokale genres en lokale talen. In veel gevallen maakte rap deels plaats voor auto-tunezang. Artiesten als Mr Eazi en Wizkid gingen hiphop en r&b combineren met elementen van bijvoorbeeld highlife of afrobeats. Dj's (zoals in Londen dj Abrantee en dj Edu) gingen in hun mixtapes, sets of shows verschillende soorten Afrikaanse muziek combineren. Dj's speelden met afrobeats-clubavonden in op de groeiende vraag binnen de omvangrijke Afrikaanse en Afro-Caribische gemeenschappen in Londen.
Nieuwe technologie maakte dat het genre zich snel kon verspreiden, met name via social media en via streamingdiensten zoals YouTube en Spotify. Afrikaanse muzikanten konden nu veel sneller een groot publiek bereiken door zichzelf met hun telefoon te filmen en dit online te posten. Artiesten konden elkaar veel makkelijker volgen en zo konden muzikale invloeden zich sneller verspreiden. Afrobeats-dansjes werden verspreid via social media (dans challenges, imitaties en dergelijke), en konden op die manier viraal gaan.

### Internationaal succes
Sinds de jaren 2010 brak afrobeats internationaal door. Een belangrijk doorbraakmoment was het succes van D'banj, die in 2011 samenwerkte met Snoop Dogg, tekende op het label van Kanye West  en in 2012 als eerste afrobeats-artiest de top 10 in het Verenigd Koninkrijk haalde met de song Oliver Twist. Dit werd gevolgd door successen van onder meer Fuse ODG.
Diverse grote artiesten uit het genre tekenden contracten bij grote internationale labels. Artiesten als Rema, Burna Boy, Wizkid en CKay scoorden internationale hits en traden op in grote zalen en stadions. Grote hits uit het genre zijn de 100 miljoen weergaven op YouTube ruim gepasseerd. Sterren uit het afrobeats-genre werkten samen met internationale sterren als Drake, Ed Sheeran, Chris Martin, Stormzy en Beyoncé.
Sinds juli 2020 heeft afrobeats een officiële eigen hitlijst in het Verenigd Koninkrijk, het Amerikaanse Billboard volgde in 2022.
De Grammy Awards hebben sinds 2024 een aparte categorie voor Best African Performance, mede naar aanleiding van het internationale succes van Afrikaanse muziek waaronder afrobeats. Tems won deze muziekprijs in 2025, nadat Burna Boy en Wizkid eerder al Grammy's hadden gewonnen in andere categorieën.

## Bekende artiesten en groepen
Voorbeelden van bekende artiesten in het afrobeats genre:
- Burna Boy
- Davido
- D'banj
- Fuse ODG
- JJC Skillz
- Tiwa Savage
- Wizkid
- Amaarae (en)
- Ayra Starr (en)
- CKay (en)
- Mr Eazi (en)
- Rema (en)
- Tems (en)
- Yemi Alade (en)

## Meer informatie
- (en) Adofo, Christian (2022). A Quick Ting On: Afrobeats (AQTO). Jacaranda Books. ISBN 9781913090517.
- Ayo Shonaiya (2021). Afrobeats: The Backstory. R70. (documentaireserie)